# Karel Píč
Karel Píč (v esperantu Karolo Piĉ; 6. prosince 1920 Litomyšl – 15. srpna 1995 tamtéž) byl úředník, básník a esperantista. Psal básnické sbírky, romány, prozaická a filologická díla. Byl členem Akademie esperanta.

## Život

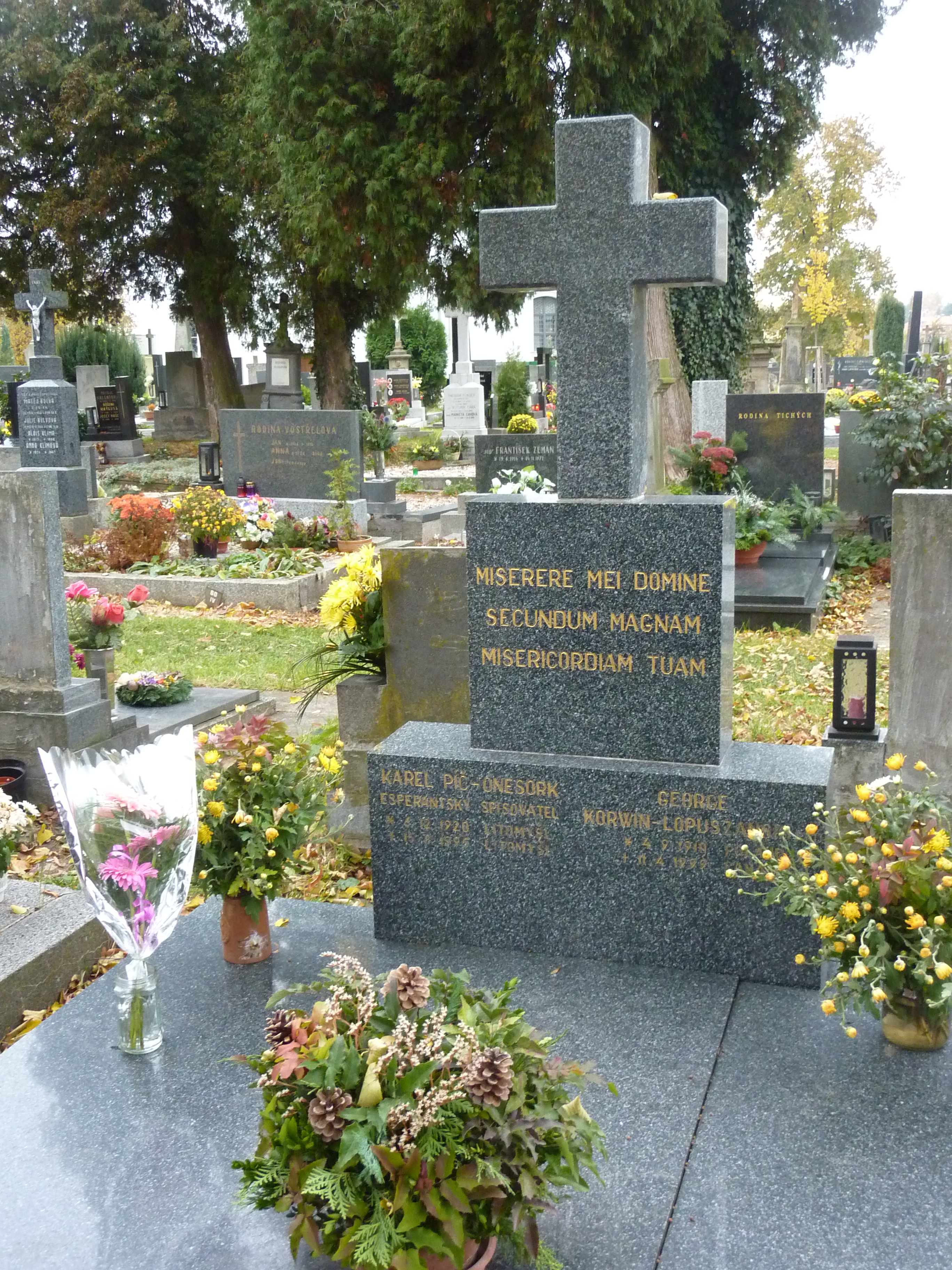
Hrob Karla Píče na litomyšlském hřbitově

Svůj život popsal v autobiografickém románě Litomiŝla tombejo (Litomyšlský hřbitov), který, jako většinu Píčových děl, vydalo německé nakladatelství Iltis. Válka a pracovní tábor přerušily jeho studia, po válce se stal úředníkem v Poličce. Všechen volný čas pak věnoval esperantu a literatuře.

## Dílo
Karel Píč psal básně, romány, povídky a eseje, které vzbuzovaly nadšení i pohoršení u čtenářů. Nevyhýbal se erotickým, téměř pornografickým scénám, zaváděl mnoho jazykových novotvarů do esperanta, používal nezvyklé postupy. Jeho autobiografie je např. napsána ve druhé osobě (Píšeš román. Se skříně na tebe shlíží roztomilý indiánský hošík. Figurka. Přivezl sis ji z Kanady …). V románě Klaĉejo (Klevetírna) popisoval život v obyčejném činžovním domě, plném pomluv a pavlačových drben, aby ukázal, že esperanto dokáže vyjádřit i nejdrsnější rozhovory. Romány musel propašovat do Německa, aby mohly 80. letech vyjít. Nadšení obdivovatelé považují Karla Píče za největšího esperantského spisovatele vůbec, jiní esperantisté jeho jazyk plný neologismů stejně energicky odmítají. Ještě v roce 1949 zveřejnil v časopise Esperantista rozsáhlou stať, kde neologismy odmítal, viděl v nich zbytečnou komplikaci pro obyčejné uživatele jazyka, teprve vlastní literární tvorba ho přesvědčila, že beletrie novotvary potřebuje.
- básnické sbírky
  - Ekkrioj de Georgino (Výkřiky Jiřiny)
  - Fabeloj el Transe (Pohádky z Onoho světa)
  - La Davida Harpo (Davidova harfa)
  - Aboco (Abeceda)
  - Angoro (Úzkost)
  - Obsedo (Posedlost, 1984, Saarbrücken: Iltis)[2]
- romány
  - La Litomiŝla Tombejo (Litomyšlský hřbitov)[3]
  - Ordeno de verkistoj (Řád spisovatelů - vydáno až po jeho smrti v roce 1997)[4]
  - Mistero de Tri Unuoj (Záhada tří jedniček)
  - La Bermuda triangulo (Bermudský trojúhelník)[5]
  - Klaĉejo (Klevetírna)
- filologická díla
  - La granda Superstiĉo (Velká pověra)
  - La mortsonorilo de Chamblay (Umíráček v Chamblay, 1983, Saarbrücken: Iltis)
- eseje
  - Kritiko kaj recenzistiko en Esperanto (Kritika a umění recenze v esperantu) Archivováno 22. 6. 2020 na Wayback Machine.
  - La interna vivo de Esperanto (Vnitřní život esperanta) Archivováno 22. 6. 2020 na Wayback Machine.
  - Esperantaj neologismoj (Esperantské neologismy, Esperantista 1949, str. 57, 65)
  - La popola karaktero de Esperanto. (Lidový charakter esperanta, Starto 3/1975, ĈEA, Praha)
  - La sciencteknika karaktero de Esperanto. (Vědeckotechnický charakter esperanta, Starto 5/1975.)
  - La 15-a regulo. (Patnácté pravidlo, Starto 1/1976.)
  - La unua parto de la 15-a regulo. (První část patnáctého pravidla, Starto 2/1976.)
  - La greka anatemo. (Řecká klatba, Starto 3/1976.)
  - Superstiĉo de internacieco. (Pověra o mezinárodnosti, Starto 4,5/1976.)
  - Pseŭdoelementoj. (Pseudoprvky, Starto 1/1977.)
  - Lingvaj rimedoj de la esperanta prozo. (Jazykové prostředky esperantské prózy, AEST 1982, České Budějovice, str. 72–79)
  - Naturalismo kaj skemismo (1978, Saarbrücken: Iltis)
  - Evoluo de Esperanto (Vývoj esperanta, 1985, Antverpy) Archivováno 22. 6. 2020 na Wayback Machine.
  - Frua pledo por la Iltisa skolo (Včasná přímluva iltisské školy, Saarbrücken, Ilts, 1989)
  - Urbi et orbi: repliko al Giorgio Silfer (Urbi et orbi: odpověď Gioriu Silferovi, 1990, Saarbrücken: Iltis)
  - Perspektivoj de la Ilustralo. (Perspektivy Ilustrovaného slovníku, 1994, Iltis, Saarbrücken)